# Lo nou diccionari lleidatà-català
Lo nou diccionari lleidatà-català és un llibre escrit per Robert Masip i Vallès, Ferran Montardit i Asènsio, i David Prenafeta i Agelet, publicat per l'Editorial Alfazeta l'any 2010. El pròleg està escrit per l'actor Xavier Bertran, que va ser el protagonista de la sèrie de televisió Lo Cartanyà. Alfa Serveis Lingüístics també en va fer una edició el mateix any. El llibre, que va sortir a la venda el dia 1 d'abril i es va presentar el dia 6 a Lleida, va esgotar la primera edició de seguida, i aquell any va ser un dels més venuts a Lleida en la celebració del dia de Sant Jordi.
És un recull de més de 3.000 paraules utilitzades en la parla de les terres de Lleida. El projecte, iniciat l'any 1998, fou realitzat a partir de treball de camp i converses amb lleidatans del Segrià, les Garrigues, la Noguera, l'Urgell, el Pla d'Urgell i la Segarra. En un principi va ser un simple recull de paraules i expressions lleidatanes que va circular per Internet i que servia per a donar a conèixer aquests trets diferencials de la parla; va esdevenir tan popular que finalment els autors van decidir fer-ne una edició impresa, deu vegades més extens, amb l'objectiu de fer perdurar aquest vocabulari que progressivament va caient en desús. Els autors afirmen que és a la zona de les Garrigues, d'Almatret a Sarroca, on millor s'han conservat aquestes característiques diferencials de la parla.